# 罗克莫尔
罗克莫尔（法語：Roquemaure，法語發音：[ʁɔkmɔʁ]）是法国奧克西塔尼大區加尔省的一个市镇，位于该省东部，属于尼姆区和大阿维尼翁城市圈公共社区。

## 地理
罗克莫尔（44°3'6"N, 4°46'42"E）面积26.22 平方千米，位于法国奧克西塔尼大區加尔省，该省份为法国南部沿海省份，南端濒地中海，北起顺时针与阿尔代什省、沃克吕兹省、罗讷河口省、埃罗省、阿韦龙省和洛泽尔省接壤。
与罗克莫尔接壤的市镇（或旧市镇、城区）包括：蒙福孔、奥朗日、索沃泰尔、塔韦勒、利拉克、圣热涅斯-德科莫拉斯、圣洛朗德萨布尔、皮若、帕普新堡、索尔格。

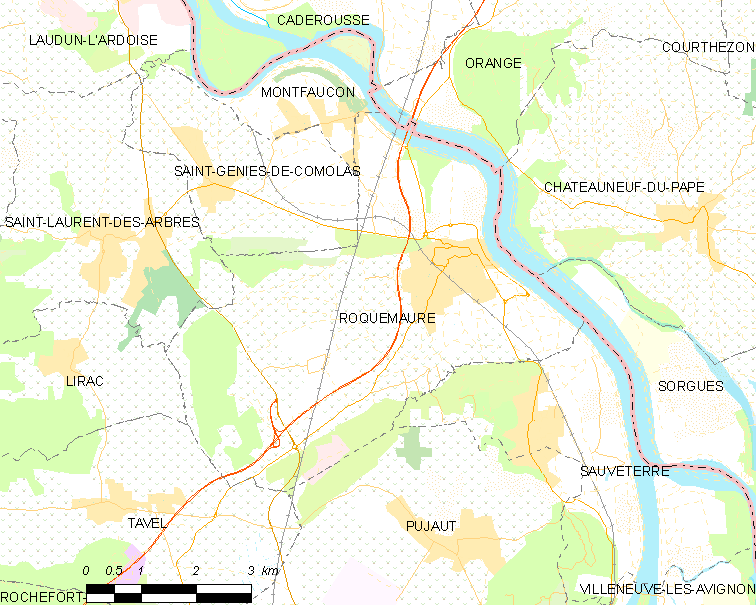
罗克莫尔的OSM定位图

罗克莫尔的时区为UTC+01:00、UTC+02:00（夏令时）。

## 行政
罗克莫尔的邮政编码为30150，INSEE市镇编码为30221。

## 政治
罗克莫尔所属的省级选区为罗克莫尔县。

## 人口

1962-2008年间罗克莫尔人口变化图示

罗克莫尔于2022年1月1日时的人口数量为5528人。